# Hafen Bratislava

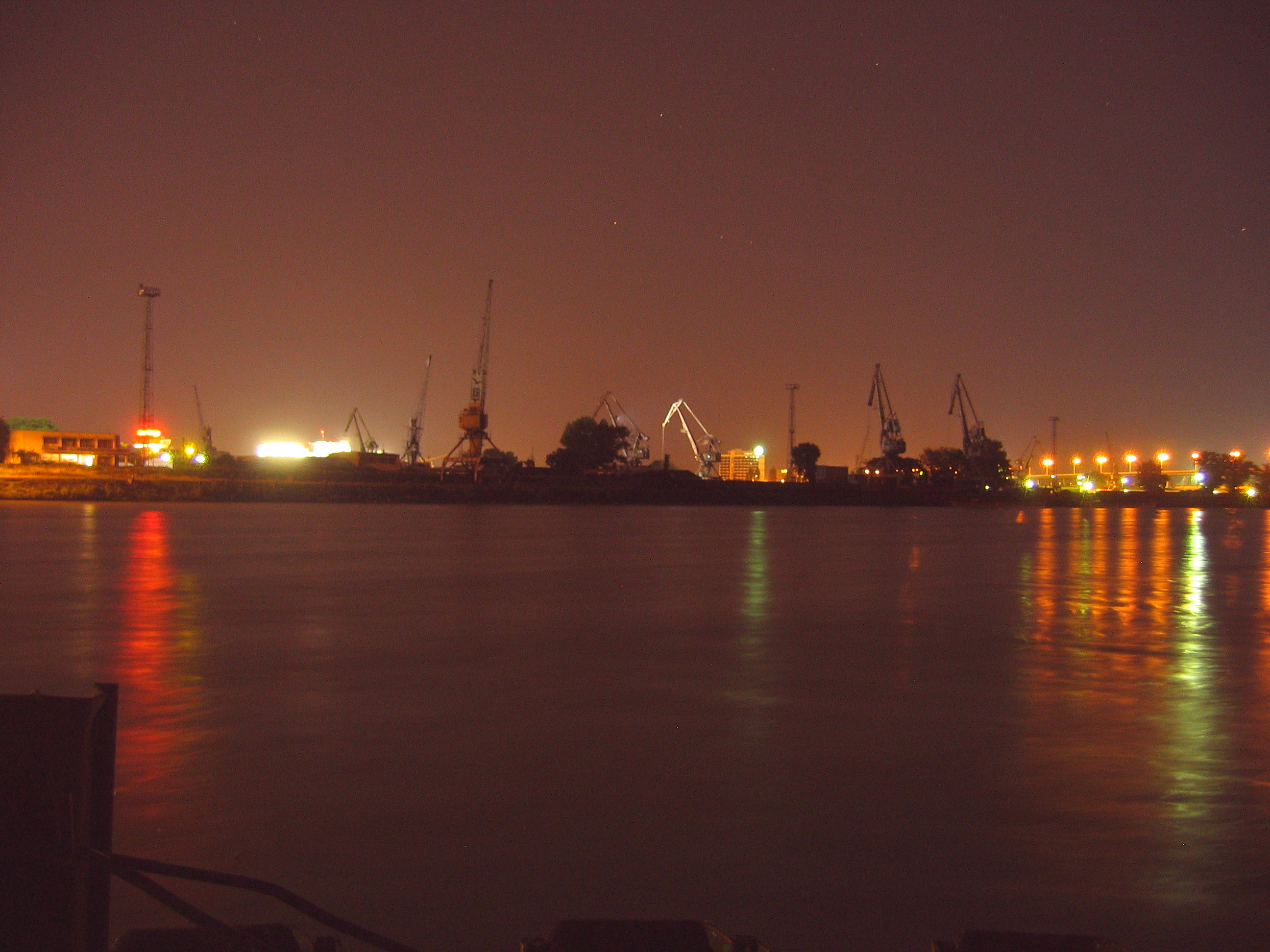
Der Frachthafen in der Nacht

Der Hafen Bratislava (slowakisch Prístav Bratislava) ist ein Binnenhafen in Bratislava, Slowakei an der Donau, mit Verbindungen zum Schwarzen Meer und über Main-Donau-Kanal zur Nordsee. Er ist neben dem Hafen in Komárno ein von zweier internationalen Häfen der Slowakei.
Der Hafen besteht aus zwei Teilen: vom Passagierhafen in der Altstadt und vom Frachthafen im östlich gelegenen Stadtteil Ružinov. Im Jahr 2004 wurden fast 1,5 Mio. Tonnen Güter umgeschlagen.